# Bahnhof Birkenwerder (b Berlin)
Der Bahnhof Birkenwerder (b Berlin) liegt in der Gemeinde Birkenwerder im Landkreis Oberhavel in Brandenburg an der Berliner Nordbahn. Die 1877 eröffnete Station wurde im Jahr 1924 nach Süden verlegt, aus jener Zeit stammt das von Richard Brademann entworfene Empfangsgebäude. Die Station wird seit Mitte der 1920er Jahre von den Zügen der Berliner S-Bahn bedient. Anfang der 1950er Jahre entstanden Verbindungsstrecken zum Berliner Außenring. Seitdem ist Birkenwerder auch Umsteigebahnhof zwischen den Zügen von und zum Außenring und S-Bahn-Zügen in Richtung Oranienburg und Berlin. Eine technische Besonderheit des Bahnhofs sind Gleise die sowohl mit dem Fahrleitungssystem der S-Bahn (Gleichstrom über Stromschiene) als auch der Fernbahn (Wechselstrom über Oberleitung) elektrifiziert sind.
Die sogenannte „Rote Brücke“, eine Fußgängerbrücke über die Gleise des Bahnhofs, steht unter Denkmalschutz. Ebenfalls denkmalgeschützt ist das Gebäude des früheren Stellwerks „Bib“ im nördlichen Bahnhofsbereich.

## Lage
Der Bahnhof liegt in der Gemeinde Birkenwerder nördlich von Berlin an der Berliner Nordbahn am Streckenkilometer 19,4 (gezählt vom ehemaligen Nordbahnhof in Berlin an der Eberswalder Straße). Die Strecke verläuft dort etwa in Nord-Süd-Richtung. Etwa 800 Meter westlich liegt der alte Dorfkern von Birkenwerder mit der Dorfkirche.
Der Berliner Außenring kreuzt die Nordbahn etwa einen Kilometer südlich des Bahnhofs. Mehrere Verbindungskurven verknüpfen den Bahnhof mit dem Außenring sowohl in Richtung Osten als auch Richtung Westen.
Bis 1927 hieß die Station nur Birkenwerder, danach erhielt sie den Namenszusatz (b Berlin).
Der Bahnhof Birkenwerder befindet sich im Tarifbereich Berlin C des Verkehrsverbunds Berlin-Brandenburg.

## Geschichte

### Anfänge

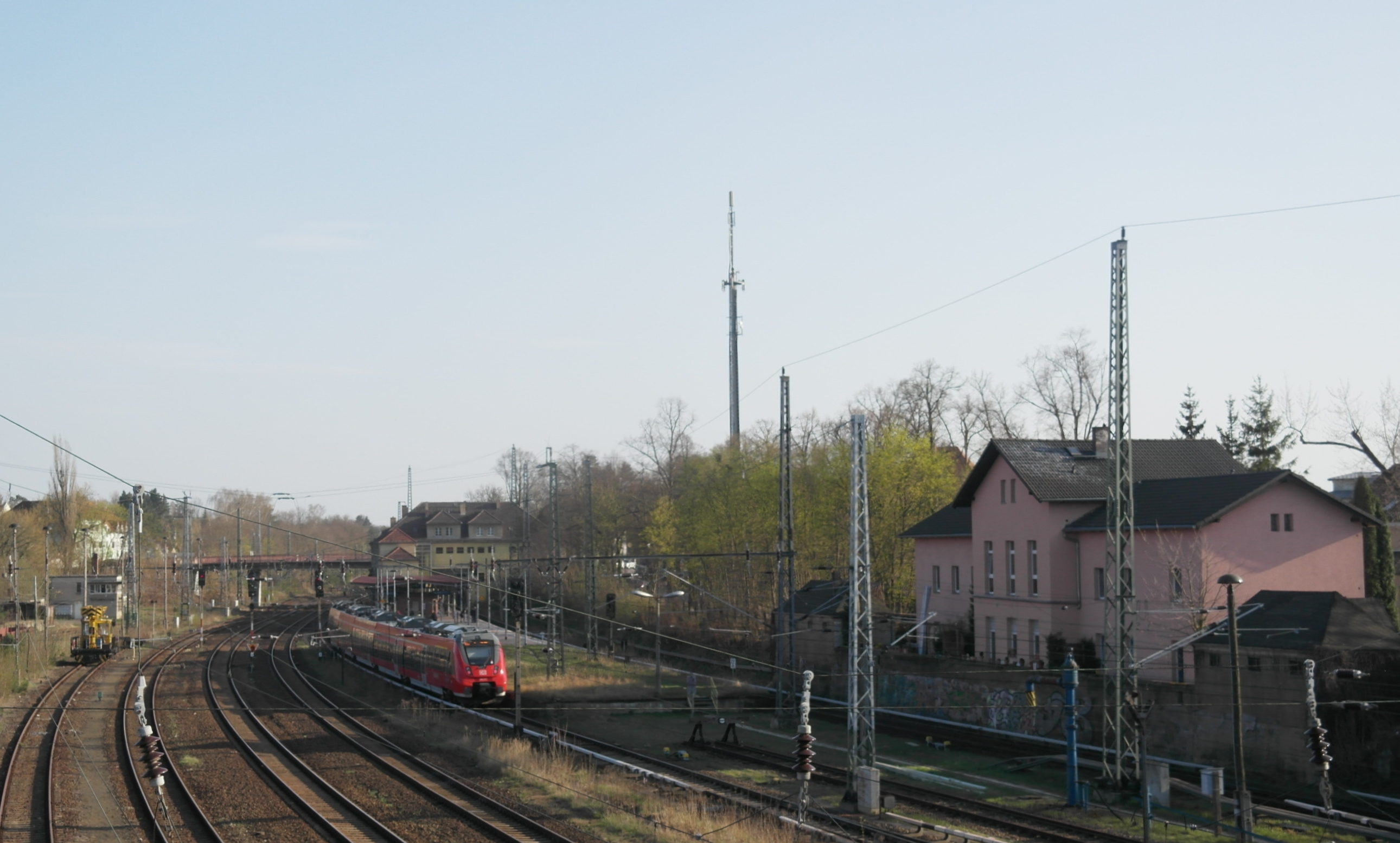
Blick auf den Bahnhof von der Roten Brücke aus – rechts das alte Empfangsgebäude, im Hintergrund das jetzige Gebäude und der Bahnsteig, 2013

Der südliche Abschnitt der Berliner Nordbahn wurde am 10. Juli 1877 eröffnet. Nach Eröffnung verkehrten drei Zugpaare am Tag zwischen Berlin und Oranienburg, zwei davon weiter bis Neubrandenburg. Birkenwerder war Halt aller Züge. Für den Vorortverkehr um Berlin wurden weniger Monate nach Streckeneröffnung zusätzlich sogenannte Omnibuszüge eingeführt; Ende des Jahres 1877 verkehrten drei solcher Züge zwischen Berlin und Oranienburg und zurück.
Mit dem Anwachsen des Vorortverkehrs wurde die Strecke zwischen Berlin und Oranienburg in den Jahren 1890/1891 zweigleisig ausgebaut und zum 1. Oktober 1891 der verbilligte Berliner Vororttarif zwischen beiden Städten eingeführt. In diesem Jahr stieg die Zahl der täglichen Vorortzugpaare auf diesem Abschnitt von 8 auf 13. 1892 war der Bahnhof Birkenwerder als Bahnhof 3. Klasse genannt, er besaß zwölf Weichen und eine feste Laderampe sowie einen Privatanschluss.
In den folgenden Jahren stieg die Zahl der Züge weiter deutlich an. Vor dem Ersten Weltkrieg verkehrten die Vorortzüge etwa ein- bis zweimal stündlich.

### Bahnhofsneubau
Nach Kriegsende war klar, dass die Strecke an ihre Kapazitätsgrenze gestoßen war. Schon Ende 1918 begannen, zunächst als Notstandsmaßnahme, die Arbeiten für den viergleisigen Ausbau zwischen Frohnau und Birkenwerder mit getrennten Anlagen für den Fern- und Vorortverkehr. Die Strecke wurde dabei neu trassiert und alle niveaugleichen Bahnübergänge beseitigt und durch Über- bzw. Unterführungen ersetzt. Im Bereich Birkenwerder verlief die Strecke im Einschnitt.

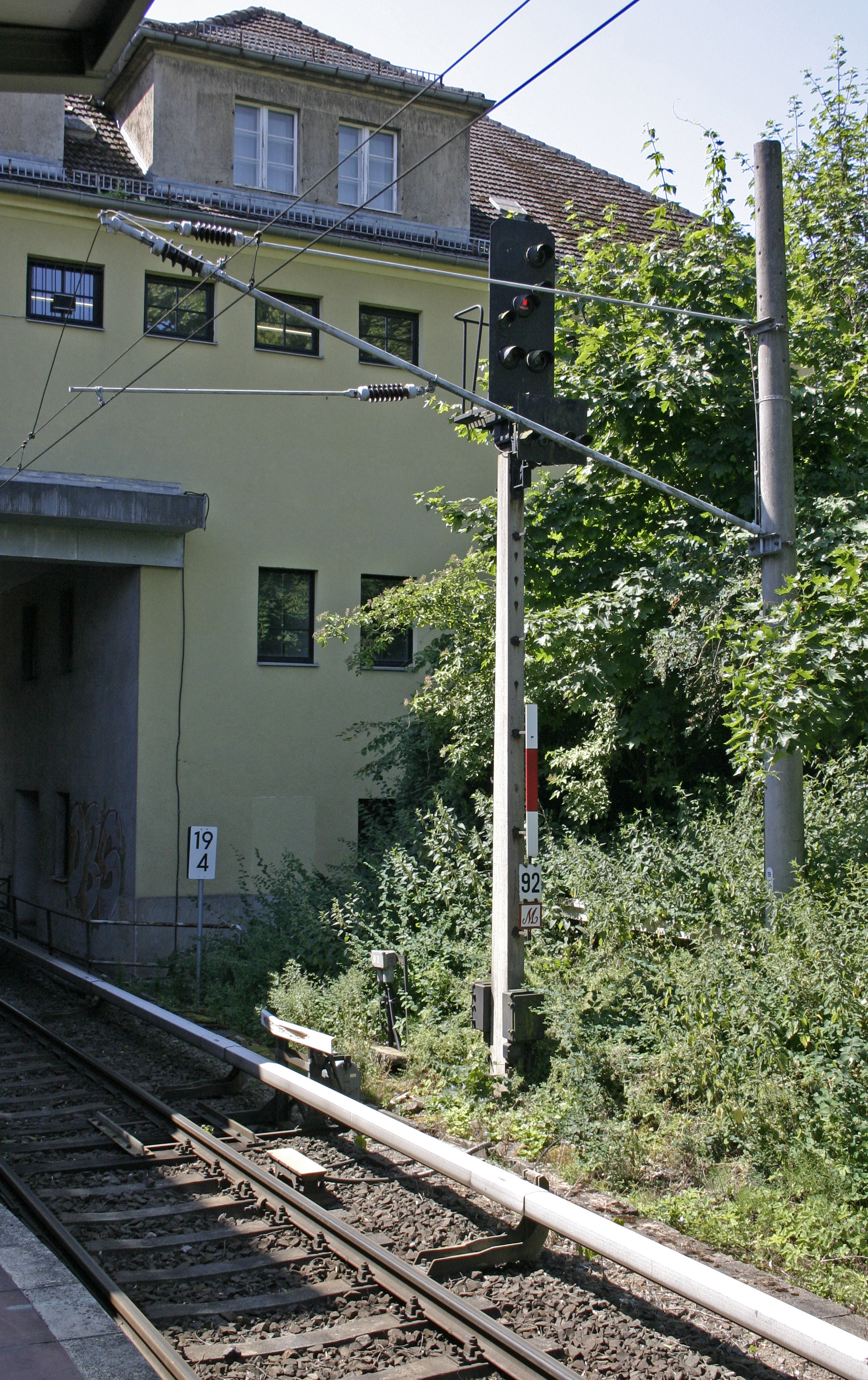
Blick vom Bahnsteig auf das Empfangsgebäude, das vom S-Bahn-Gleis – mit Oberleitung und seitlicher Stromschiene – in Richtung Berlin unterquert wird, 2015

Der Bahnhof Birkenwerder wurde nach Süden verlegt und erhielt ein neues Empfangsgebäude.
Im Jahr 1925 wurden die Gleise der Vorortbahn mit einer seitlich befestigten Stromschiene versehen, von der die Stromabnehmer der neuen Elektrotriebzüge den Gleichstrom zum Antrieb abnehmen konnten. Die Aufnahme des elektrischen Zugbetriebs von Berlin über Hohen Neuendorf erfolgte am 5. Juni zunächst bis Birkenwerder, der Abschnitt bis zum Bahnhof Oranienburg folgte Anfang Oktober. Wenig später setzte sich die Bezeichnung „S-Bahn“ für die Vorortstrecke durch. Zunächst fuhren die Züge bis zum Stettiner Bahnhof in Berlin. Nach der Inbetriebnahme des Berliner Nord-Süd-Tunnels im Jahr 1939 verkehrten die S-Bahn-Züge von der Nordbahn durch den Tunnel bis Berlin-Wannsee, genau wie die heutige S-Bahn-Linie S1.

### Nach dem Zweiten Weltkrieg
Nach einer kurzen Unterbrechung zum Kriegsende wurde der S-Bahn-Betrieb am 18. August 1945 wieder aufgenommen. Aufgrund zerstörter oder als Reparationsleistung an die Sowjetunion demontierter Infrastruktur musste mehrere Jahre lang improvisiert werden. Da Fern- und S-Bahn-Verkehr nördlich von Birkenwerder sich ein einziges Gleis teilen mussten und die Kreuzungsgleise abgebaut worden waren, mussten nordwärts fahrende Züge zunächst im Bahnhof Birkenwerder ins Kehrgleis fahren, die Durchfahrt des Gegenzuges abwarten und anschließend zurücksetzen.
Im Zug der deutschen und Berliner Teilung wurde zur Umfahrung West-Berlins der Berliner Außenring gebaut, der bald auch dem Personenverkehr diente. Züge aus Oranienburg zum Außenring hielten im Bahnhof Birkenwerder. Nach dem Bau der Berliner Mauer im Jahr 1961 wurde der direkte S-Bahn-Verkehr von Oranienburg und Birkenwerder nach Berlin unterbrochen. Einige Monate später wurde der Berliner Außenring provisorisch für den S-Bahn-Verkehr mit einer Stromschiene versehen und die S-Bahn-Züge nach Berlin nahmen fortan diesen Weg.
Fast 30 Jahre lang, von der Zeit kurz nach Mauerbau bis Anfang der 1990er Jahre, blieb der Personenverkehr im Bahnhof nahezu unverändert. Die Gleichstrom-S-Bahn-Züge fuhren im 20-Minuten-Takt von Oranienburg über Birkenwerder, Hohen Neuendorf Blankenburg, Ostkreuz zum Flughafen Schönefeld; im Abend- und Wochenendverkehr teilweise auch nach Spindlersfeld. „Mit Dampf“ (später mit Diesel-, ab 1984 mit Wechselstromlokomotiven) „betriebene S-Bahn-Züge“ fuhren etwa stündlich auf dem nordwestlichen Teil des Berliner Außenrings von Falkenhagen (Kr Nauen) (teilweise bereits von Nauen oder Potsdam kommend) nach Birkenwerder und zurück. Hinzu kamen einige Züge zu den Schichtwechselzeiten von Hennigsdorf über Birkenwerder nach Oranienburg, teilweise weiter in Richtung Norden.
1983 wurden die Fernbahngleise im Bereich des Bahnhofs Birkenwerder elektrifiziert. Damit der Nahverkehr weiterhin am S-Bahnsteig halten konnte, wurden die Bahnsteiggleise und die dahinter liegenden Kehrgleise ebenfalls mit einer Oberleitung überspannt. Um gleichzeitige Fahrten von Regionalzügen und S-Bahnen zu ermöglichen, ist die Oberleitung in diesem Abschnitt dauerhaft eingeschaltet, aber galvanisch von der Einspeisung des übrigen Netzes getrennt. Die Rückleiter sind sowohl an das Gleich- als auch an das Wechselstromnetz angeschlossen.
Nach der Wiedervereinigung ging im Mai 1992 wieder die S-Bahn-Strecke zwischen Hohen Neuendorf und Frohnau und damit die direkte Verbindung zur Berliner Innenstadt in Betrieb. Seitdem verkehrt die Linie S1 von Oranienburg über Birkenwerder und den Nord-Süd-Tunnel nach Berlin-Wannsee im 20-Minuten-Takt. Auch der Außenring blieb weiterhin im 20-Minuten-Takt von S-Bahn-Zügen (zunächst der Linie S10, später S8) bedient, die allerdings erst in Birkenwerder und nicht mehr in Oranienburg beginnen.
Im Jahr 2014 wurde die Kehranlage nördlich des Bahnhofs erneuert und hierbei von drei auf zwei Gleise umgebaut.

### Situation heute und Planung
Heute verkehrt die Linie S8 von Birkenwerder über Hohen Neuendorf, den Außenring und Blankenburg nach Berlin-Grünau und Zeuthen. Wie die S1 verkehrt auch diese Linie alle 20 Minuten mit einigen Ausdünnungen des Angebots im Abendverkehr. Im Regionalverkehr fährt montags bis freitags die Linie RB 20 von Oranienburg bis Potsdam im Stundentakt.
Seit Mitte der 2010er Jahre ist das Empfangsgebäude des Bahnhofs stark sanierungsbedürftig, es tropft durch die Decke, die Decke wird mit provisorischen Stützpfeilern abgestürzt. Die Deutsche Bahn will das Gebäude veräußern, weshalb jahrelang nicht in eine Sanierung investiert wurde. Am 15. November 2021 begann die Deutsche Bahn mit Sanierungsarbeiten am Empfangsgebäude und dem Bahnsteig.
Im Projekt i2030 ist eine Trennung des S- und Fernbahnverkehrs und eine energetische Trennung vorgesehen, ein separater Regionalbahnsteig soll bis 2031 errichtet werden. Daneben soll es einen zweiten Zugang zum Bahnsteig in Form einer neuen Brücke über die Bahnanlage auf Höhe der Ethel-und-Julius-Rosenberg-Straße geben.

## Anlagen

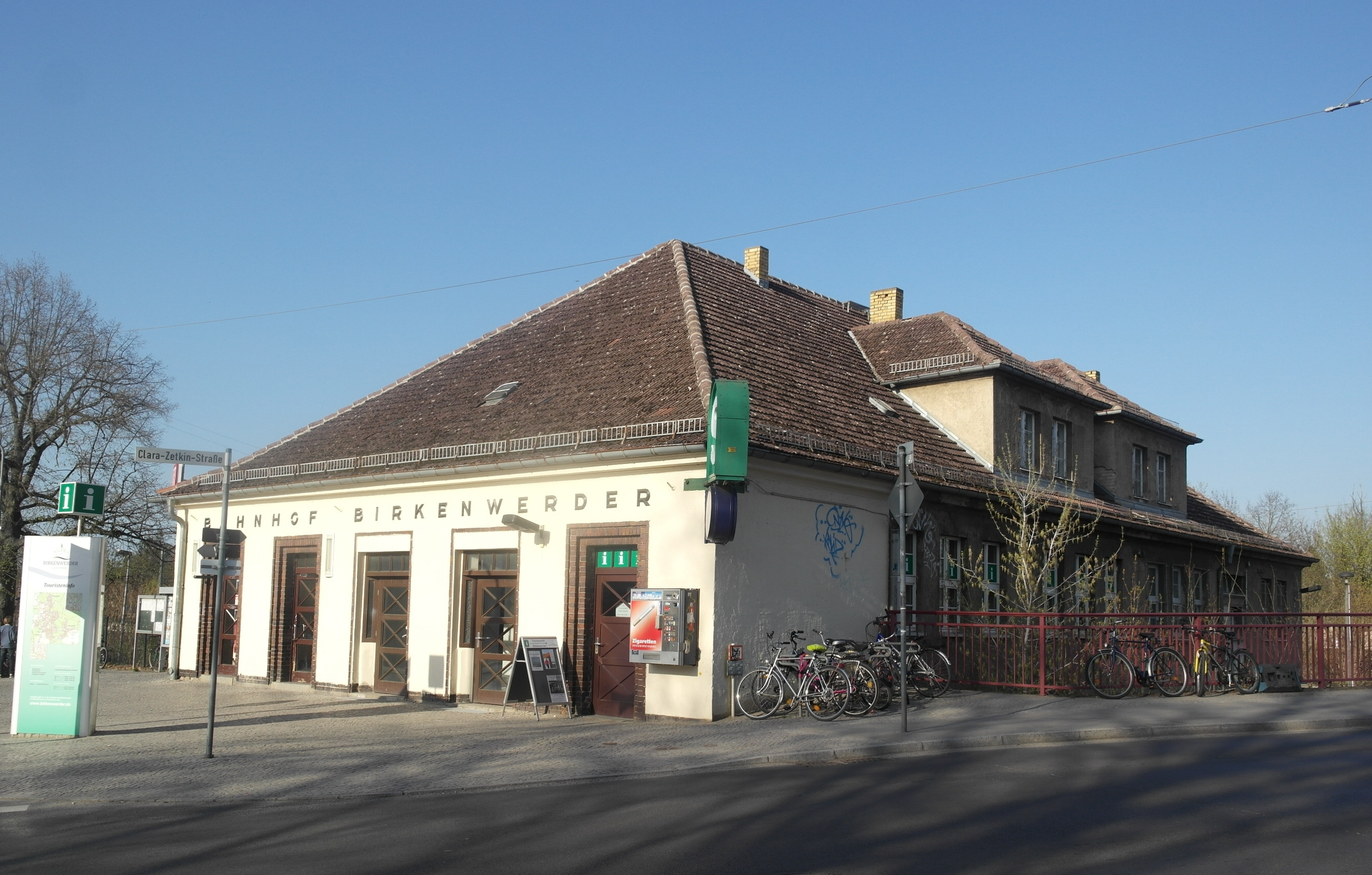
Empfangsgebäude, Straßenseite, 2013

### Empfangsgebäude
Das Empfangsgebäude des 1924 eröffneten neuen Bahnhofs liegt über den Gleisen, die in einem Einschnitt verlegt sind. Das Streckengleis in Richtung Berlin durchquert das Gebäude. Das Empfangsgebäude besteht aus zwei Etagen über den Gleisen unterhalb und einer Etage oberhalb des Straßenniveaus, hinzu kommt ein Dachgeschoss im Walmdach. Architekt des Gebäudes war Richard Brademann, von dem eine Reihe von weiteren Bahnhöfen der Berliner S-Bahn stammen. Neben dem zeitgleich entstandenen Empfangsgebäude am Bahnhof Hohen Neuendorf (b Berlin) und dem nicht mehr erhaltenen Gebäude des Bahnhofs Warschauer Straße zählt es zu den frühesten Bahnhofsbauten von Brademann.
In der damaligen Presse hieß es:

„Die beiden Empfangsgebäude Birkenwerder und Hohen Neuendorf selbst sind zweifellos zwei architektonisch wohlgelungene Bauten, die ihrem Konstrukteur, Baurat Brademann […] gewiß alle Ehre machen. Man hat den recht üblichen sogenannten „Amtsstil“ ganz über den Haufen geworfen und zwei praktische und äußerlich sowie innerlich recht wohlgefällige Bahnhäuser errichtet. Besonders erfreulich ist dabei, daß man eine gewisse großzügige Farbenfreudigkeit hat walten lassen […]“

Das aus roten Ziegeln errichtete Dach kontrastierte mit dem ursprünglich gelben Anstrich der Wände. Die Abfertigungsanlagen wurden im zur Straße liegenden Geschoss eingerichtet, von dort führt eine Treppe auf den Bahnsteig. Der Zugang führt von der Straße auf der Westseite der Brücke direkt ins Gebäude; ein Zugang über Stege von der Brücke aus wurde bei späteren Sanierungsarbeiten abgebaut. In den Untergeschossen entstanden ein Stellwerk und Diensträume. Die Straßenseite ist durch fünf Türöffnungen gegliedert, die drei Eingangstüren in die Bahnhofshalle sind mit Klinkerfassaden abgesetzt, dazwischen sind zwei Türen zu einem Ladengeschäft.
Das ursprüngliche Empfangsgebäude ist erhalten geblieben. Der Schriftzug Bahnhof Birkenwerder entspricht noch dem Original. Anstelle des kleinen Dachfensters lag früher eine Fledermausgaube. Es steht nördlich des heutigen Empfangsgebäudes auf der Westseite der Gleisanlagen und wird privat genutzt. 
Heute ist das Empfangsgebäude stark sanierungsbedürftig.

### Stellwerke

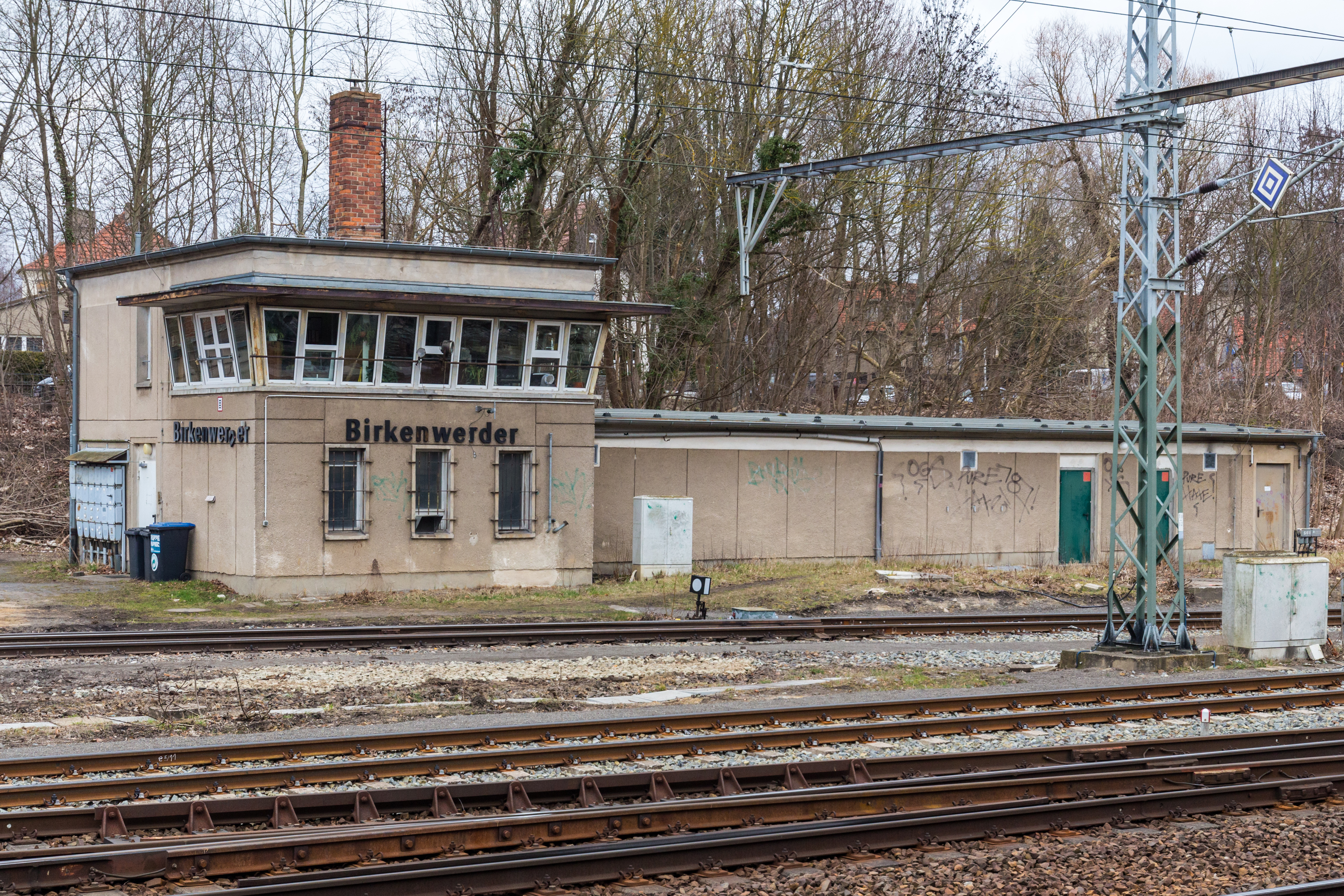
Stellwerk Bi, 2016

Neben dem 1924 im neuen Empfangsgebäude eingerichteten Stellwerk Bis ging gleichzeitig in Höhe des ehemaligen Empfangsgebäudes ein weiteres Stellwerk Bib in Betrieb. Das Stellwerksgebäude ist erhalten geblieben und steht unter Denkmalschutz.
Die Stellwerke sollten um 1944/45 durch einen Nachfolger der Bauart K44 ersetzt werden, dessen Entwicklung bei den Vereinigten Eisenbahn-Signalwerken (VES) vorangetrieben wurde. Die Verschlüsse der einzelnen Fahrwegelemente wie Weichen und Signalen sollten bei dieser Bauart durch Relais sichergestellt werden. Die Bedienhebel waren auf einem Stelltisch der Gleistopographie entsprechend angeordnet werden, die Einstellung der Fahrstraßen wäre durch Bedienung einer Anfangs- und Zieltaste erfolgt. Das Prinzip entsprach somit den späteren Gleisbildstellwerken. Das Vorhaben wurde kriegsbedingt nicht umgesetzt, der Stelltisch und Teile der Relaisanlage kamen nach dem Krieg nach Georgsmarienhütte, wo die VES ein Werk unterhielt. K44-Relais fanden sich später bei den ersten Gleisbildstellwerken beider Bahnverwaltungen wieder.
Die Reichsbahn nahm 1963 ein Gleisbildstellwerk der Bauart GS II DR in Betrieb, das die beiden älteren Stellwerke ersetzte. Am 28. März 2024 wurde das Gleisbildstellwerk durch das neue Elektronische Stellwerk Birkenwerder ersetzt und außer Betrieb genommen. Das Stellpult Bauart GS II DR wird in ein privates Lehrstellwerk im Raum Halle / Leipzig integriert.

### Bahnsteige und Gleise
Der Bahnhof umfasst neben dem Fernbahnhof Birkenwerder (b Berlin) die Bahnhofsteile Birkenwerder (b Berlin) (S-Bahn) und Birkenwerder Nord. Der S-Bahnhof verfügt über einen Mittelbahnsteig mit zwei Bahnsteiggleisen (Gleise 4 und 6). Sie dienen sowohl dem S-Bahn als auch dem Regionalverkehr. Nördlich der Bahnsteiggleise befanden sich drei Kehrgleise (Gleise 14, 16 und 18) und ein Stumpfgleis mit Wasserkran (Gleis 12). 2014/2015 wurde die Kehranlage umgebaut; seitdem besteht sie nur noch aus zwei Abstellgleisen. Der Fernbahnhof verfügt neben den durchgehenden Hauptgleisen 1 (nach Oranienburg) und 2 (nach Hohen Neuendorf) über das östlich gelegenen Kreuzungs- und Überholgleis 3 und weiteren daran angeschlossenen Abstell- und Ladegleisen. Der S-Bahnhof und Fernbahnhof sind über zwei Weichenstraßen miteinander verbunden, eine direkte Fahrt über die kurze Kurve von Schönfließ in den S-Bahnhof ist nicht möglich.
Neben den Bahnsteiggleisen 4 und 6 sind die Kehrgleise und das Wasserkrangleis zusätzlich mit einer Oberleitung für den Wechselstrombetrieb ausgerüstet. Der Rückleiter ist sowohl an das Gleich- als auch an das Wechselstromnetz angeschlossen. Durch diesen Verbundbetrieb ist es möglich, gleichzeitige Fahrten von Gleich- und Wechselstromfahrzeugen durchzuführen. Je nach Fahrstraße wird jeweils nur ein Zugsicherungssystem angesprochen, entweder durch das Zugbeeinflussungssystem S-Bahn-Berlin (ZBS), welches Ende März 2024 den Streckenanschlag ablöste (Inbetriebnahme: Mai 2024) oder durch den PZB-Magnet der Fernbahn. Bei Teilfahrstraßen, die beide Systeme betreffen, etwa aus den Kehrgleisen zum Bahnsteig, sprechen beide Sicherungssysteme an. Die Einspeisung der Oberleitung im Verbundabschnitt ist von der Einspeisung im übrigen Netz galvanisch getrennt, in den Verbindungsgleisen besteht jeweils ein rund drei Meter langes neutrales Zwischenstück. Wechselstromfahrzeuge müssen diesen Abschnitt bei ausgeschaltetem Hauptschalter mit Schwung durchfahren. Da der Verbundabschnitt zudem nur über eine begrenzte Einspeiseleistung verfügt, liegt die Oberstrombegrenzung bei 200 Ampere. Für Wechselstromfahrzeuge besteht daher ein Heizverbot.
Die Station ist als eine von 20 sogenannten Stammbahnhöfen der Berliner S-Bahn mit einer örtlichen Aufsicht besetzt.

### Rote Brücke

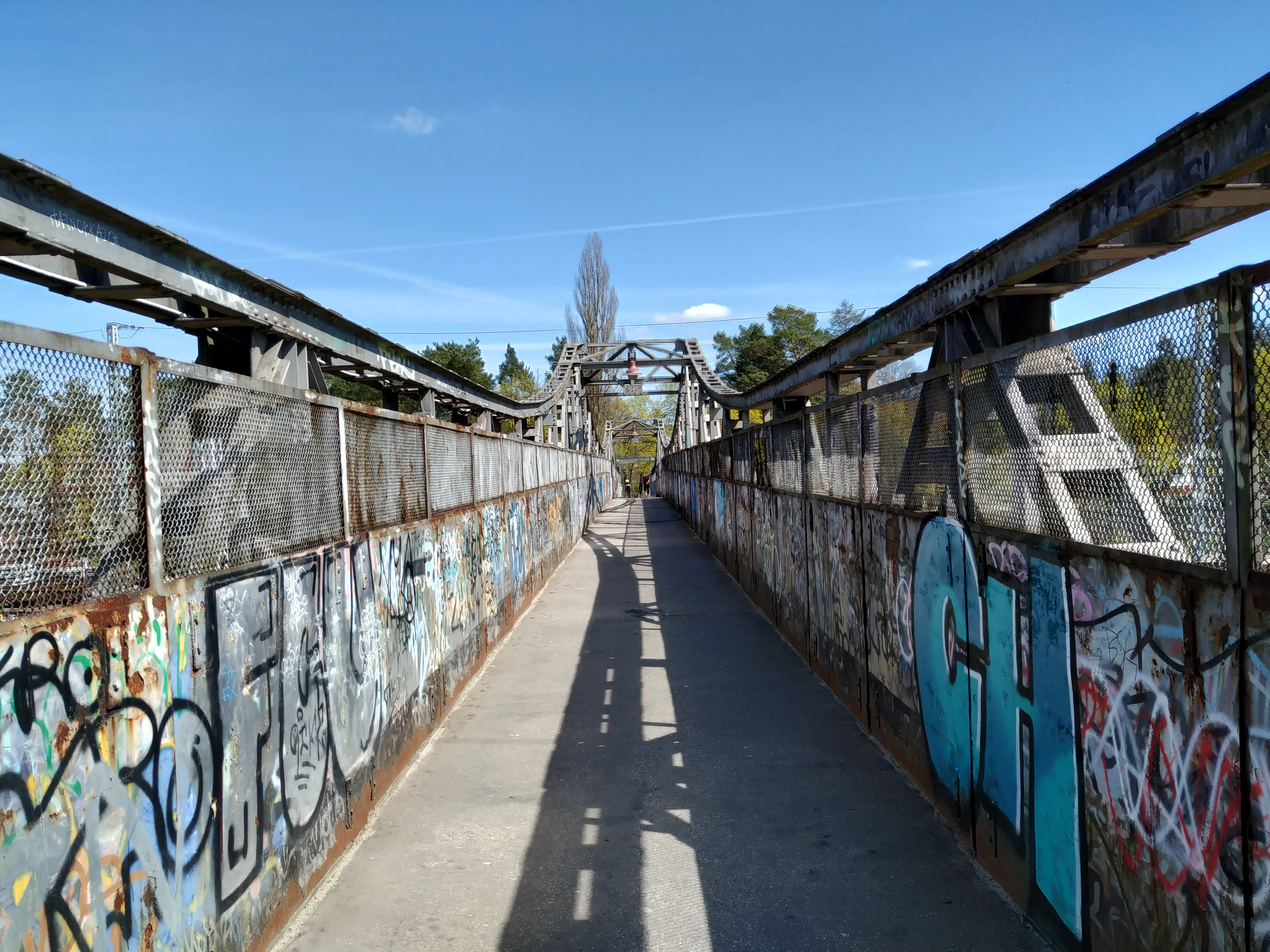
Die denkmalgeschützte Rote Brücke führt über die Gleise des Bahnhofs, 2022

Die Brücke wurde im Jahr 1925 eingeweiht und führt im nördlichen Bahnhofsteil über die Gleise, eine Verbindung zum Bahnsteig besteht nicht. Ihren Namen erhielt die Fußgängerbrücke aufgrund ihres ursprünglichen Anstrichs. Sie steht unter Denkmalschutz.

### Strecken
Birkenwerder liegt an folgenden Strecken, angegeben sind die VzG-Streckennummern:
- 6030 Berliner Nordbahn, S-Bahn
- 6088 Berliner Nordbahn, Fernbahn
- 6089 kurze Kurve von Birkenwerder zum Außenring nach Hohen Neuendorf West
- 6090 lange Kurve vom Außenring aus Richtung Hohen Neuendorf West nach Birkenwerder
- 6091 kurze Kurve vom Außenring aus Richtung Schönfließ nach Birkenwerder
- 6092 lange Kurve von Birkenwerder zum Außenring nach Schönfließ

Die beiden kurzen Kurven verlaufen nordwestlich und nordöstlich der Kreuzung von Nordbahn und Außenring. Die langen Kurven nutzen eine Gleisschleife südöstlich der Kreuzung.

## Anbindung
| Linie                    | Linienverlauf | Takt (min) | EVU              |
| ------------------------ | --- | ---------- | ---------------- |
| RB 20                    | Potsdam Griebnitzsee – Potsdam Hauptbahnhof – Golm – Hennigsdorf (b Berlin) – Hohen Neuendorf West – Birkenwerder (b Berlin) – Oranienburg | 60 (Mo–Fr) | DB Regio Nordost |
|                          | Oranienburg – Lehnitz – Borgsdorf – Birkenwerder – Hohen Neuendorf – Frohnau – Hermsdorf – Waidmannslust – Wittenau (Wilhelmsruher Damm) – Wilhelmsruh – Schönholz – Wollankstraße – Bornholmer Straße – Gesundbrunnen – Humboldthain – Nordbahnhof – Oranienburger Straße – Friedrichstraße – Brandenburger Tor – Potsdamer Platz – Anhalter Bahnhof – Yorckstraße (Großgörschenstraße) – Julius-Leber-Brücke – Schöneberg – Friedenau – Feuerbachstraße – Rathaus Steglitz – Botanischer Garten – Lichterfelde West – Sundgauer Straße – Zehlendorf – Mexikoplatz – Schlachtensee – Nikolassee – Wannsee | 20         | S-Bahn Berlin    |
|                          | Birkenwerder – Hohen Neuendorf – Bergfelde – Schönfließ – Mühlenbeck-Mönchmühle – Blankenburg – Pankow-Heinersdorf – Pankow – Bornholmer Straße – Schönhauser Allee – Prenzlauer Allee – Greifswalder Straße – Landsberger Allee – Storkower Straße – Frankfurter Allee – Ostkreuz – Treptower Park – Plänterwald – Baumschulenweg – Schöneweide – Johannisthal – Adlershof – Grünau (– Eichwalde – Zeuthen – Wildau) | 20         | S-Bahn Berlin    |
| Stand: 10. Dezember 2023 | |            |                  |

Seit Mitte 2022 Verkehrt auch hier die Buslinie 822 in Richtung Waldfriedhof (seit Mitte 2023 nur noch bis zur Karl-Marx-Straße (Regine-Hildebrandt-Gesamtschule)) und nach Hohen Neuendorf bis zur Havelstraße.